# Gunnar Asmussen
Gunnar Henry Asmussen (Aarhus, 10 maggio 1944) è un ex pistard danese.
Ha vinto la medaglia d'oro olimpica nel ciclismo su pista alle Olimpiadi di Città del Messico 1968, in particolare nella gara di inseguimento a squadre.